# Presentazione al Tempio (Fra Bartolomeo)
La Presentazione al Tempio è un dipinto a olio su tavola (155x159 cm) di Fra Bartolomeo, datata 1516 e conservato nel Kunsthistorisches Museum di Vienna.

## Storia
L'opera venne commissionata con tutta probabilità da Leone X per l'epifania del 1516 e collocata nella Cappella del Noviziato nella basilica di San Marco, come ricorda l'iscrizione "1516. Orate Pro Pictore Olim Huius Sacelli Novitio". Nel 1781 Pietro Leopoldo la scelse per la Tribuna degli Uffizi, regalando ai frati una copia, un Crocifisso, arredi e calici in argento. Nel 1792 fu scambiata con un gruppo di opere col Museo di Vienna.
Ne esistono varie copie antiche e un bozzetto, forse autografo, nella collezione Treccani a Milano.

## Descrizione e stile
La scena è ambientata in una spoglia architettura classica, sullo sfondo di un altare racchiuso tra due colonne, delle quali si vede solo il fusto e la base. Al centro il sacerdote Simeone, con una sgargiante veste rossa, regge il Bambino benedicente e si colloca tra Giuseppe, a sinistra, e Maria (posti un gradino più in basso), mentre da dietro appaiono due figure femminili, tra cui la profetessa Anna (quella più anziana). Sull'altare l'ancona ritrae Mosè.
Il ritmo pausato, la ricca corposità del colore, la maestosità e i volumi monumentali dei personaggi ne fanno un ottimo esempio dello stile del pittore e, più in generale, della "scuola di San Marco" di cui Fra Bartolomeo fu il maestro indiscusso.